# 徐海 (景泰進士)
徐海（1428年—？），字德容，浙江紹興府餘姚縣人，儒籍，明朝政治人物。進士出身。

## 生平
浙江鄉試第一百四名。景泰五年（1454年）甲戌科會試第一百四十二名，殿試登進士第二甲第一百一十九名。

## 家族
曾祖父徐季實。祖父徐與平。父亲徐仲琰。